# 성읍리 초가장
성읍리 초가장은 대한민국 제주특별자치도 서귀포시에 있는 무형문화재이다. 2008년 4월 18일 제주특별자치도의 무형문화재 제19호로 지정되었다.

## 개요
제주도 초가는 한반도의 民家와는 다른 것임에도 불구하고 제주도가 중요 민속자료로 지정한 전통 초가에 대한 설계와 보수는 한국 본토에 있는 전통초가의 설계 및 보수 업체가 이를 대신하고 있는 실정이다. 이러한 성읍민속마을을 원형보존하기 위한 노력으로 제주도 전통초가 기능 보유단체 및 기능인을 인정하여 사라지는 제주 원형의 초가 복원을 시행하는데 제주 성읍 중심의 원형복원에서 무형문화재적 가치가 높다.

## 전승자
| 구분   | 성명 (생년월일)     | 성별 | 기예능 | 주소                                | 인정·해제일자   | 비고 |
| ------ | ------------------- | ---- | ------ | ----------------------------------- | --------------- | ---- |
| 보유자 | 홍원표 (1958.2.11.) | 남   | 목공   | 서귀포시 표선면 표선중산간동로 4610 | 2019.11.22 인정 |      |

## 같이 보기
- 제주 성읍마을 - 국가민속문화재 제188호

## 참고 문헌
- 성읍리 초가장 - 국가유산청 국가유산포털
- 서귀포 초가장 - 유튜브